# أليسون بيج
أليسون بيج (بالإنجليزية: Allison Paige)‏ هي مغنية وكاتبة غنائية أمريكية، ولدت في 27 مايو 1982 في ريفيوجيو في الولايات المتحدة.

## روابط خارجية
- أليسون بيج على موقع IMDb (الإنجليزية)
- أليسون بيج على موقع قاعدة بيانات الفيلم (الإنجليزية)